# Myrmecotypus lineatipes
Myrmecotypus lineatipes là một loài nhện trong họ Corinnidae.
Loài này thuộc chi Myrmecotypus. Myrmecotypus lineatipes được Arthur Merton Chickering miêu tả năm 1937.